# Штильмарк, Феликс Робертович
Фе́ликс Ро́бертович Шти́льмарк (1931—2005) — советский и российский учёный-биолог, эколог, охотовед, один из основных создателей системы заповедников в СССР, писатель.

## Биография
Родился в семье журналиста и писателя Р. А. Штильмарка.
В 17 лет отправился в первую экспедицию, организованную Институтом леса АН СССР.
В 1956 году окончил Московский пушно-меховой институт (МПМИ); уехал охотоведом в Сургут.
Диссертацию на соискание учёной степени кандидата биологических наук защитил в 1966 году, доктора биологических наук — в 1997 году.
В разные годы работал также в Зоомузее МГУ, Московском зоопарке, Институте леса АН СССР, ВНИИ лесного хозяйства «Союзгипролесхоз», Центральной научно-исследовательской лаборатории охотничьего хозяйства и заповедников Главохоты и ИЭМЭЖ, Юганском заповеднике.
Член Московского общества охотников и рыболовов с 1949 года. Почётный член Росохотрыболовсоюза.
Благодаря его усилиям на территории СССР был создан ряд заповедников, в частности, Сохондинский (1973), Малая Сосьва (1976), Таймырский (1979), Юганский (1982) и Центрально-Сибирский (1985).
Скончался от отёка лёгких в ходе операции аорто-коронарного шунтирования. Похоронен на Введенском кладбище (14 уч.).

## Семья
- Отец — Р. А. Штильмарк, мать — Е. Д. Белаго-Плетнер
- Супруга — Надежда Константиновна Носкова, дочери — Евгения (род. 1962), Наталья (род. 1967)

## Память
- Проводятся конкурсы и чтения памяти Ф. Р. Штильмарка[2].
- Действует Фонд памяти Ф. Р. Штильмарка (основан в январе 2005 года)[3].
- Фондом памяти Штильмарка учреждена общественная премия его имени за значимый научный и публицистический вклад в охрану природы[4]

## Основные работы
Автор свыше 400 научных и научно-популярных книг и статей. С 1987 года принимал участие в издании альманаха «Охотничьи просторы». Был его составителем, членом редколлегии.

### Монографии
- Методические рекомендации по проектированию государственных заповедников и республиканских заказников. Разраб. Ф. Р. Штильмарком. — М.: Б. и., 1975. — 68 с.
- Реймерс Н. Ф., Штильмарк Ф. Р. Особо охраняемые природные территории / Оформл. худож. Т. К. Самигулина. — М.: Мысль, 1978. — 296 с. — 14 000 экз.
- Ф. Р. Штильмарк, К. Д. Зыков. Справочное пособие по проектированию государственных заповедников и республиканских заказников в РСФСР. — М.: Б. и., 1980. — 103 с.
- Штильмарк Ф. Р. Историография российских заповедников (1895—1995). — М.: ТОО «Логата», 1996. — 340 с. — ISBN 5-900858-03-0.
- Ф. Р. Штильмарк. Заповедники России. Т. 1. — М.: «Логата», 1999. — 240 с.
- Ф. Р. Штильмарк. Заповедники России. Т. 2. — М.: «Логата», 2000. — 255 с.

### Научно-популярные издания
- Штильмарк Ф. Р. Таежные дали: Очерки биолога-охотоведа. — М.: Мысль, 1972. — 240 с. — 65 000 экз.
- Штильмарк Ф. Р. Таежные дали: Очерки биолога-охотоведа. — 2-е изд., перераб. — М.: Мысль, 1976. — 240, [16] с. — (Рассказы о природе). — 65 000 экз.
- Штильмарк Ф. Р. Свидание с Таймыром. — Красноярск: Кн. изд-во, 1979. — 160 с.
- Штильмарк Ф. Р. Заповедники и заказники / Рец. В. В. Дёжкин; Худож. Г. Б. Линде. — М.: Физкультура и спорт, 1984. — 144 с. — (Молодому охотнику). — 50 000 экз.
- Штильмарк Ф. Р. Лукоморье — где оно? : (Проблемы экологии и заповедного дела с 20-х гг. до сегодняшних дней). — М.: Мысль, 1993. — 332 с. — ISBN 5-244-00605-3.
- Ф. Р. Штильмарк, Д. А. Костин. Счастливый неудачник. О биологе-охотоведе А. Г. Костине. — Шадринск: Изд-во ПО «Исеть», 1994. — 47 с.
- Ф. Р. Штильмарк. Поэтическая экология. — Киев: Киевский эколого-культурный центр; М.: Центр охраны дикой природы, 1998. — 199 с.
- Штильмарк Ф. Р. От старых кедров к бессмертию человечества : Николай Федорович Реймерс (1931—1993). Жизнь и деятельность / МНЭПУ. — М.: Изд-во МНЭПУ, 2001. — 268 с. — (Жизнь замечательных учёных). — 1500 экз. — ISBN 5-7383-0141-2.
- Штильмарк Ф. Р. На службе природе и науке: Документальная повесть о Кондо-Сосвинском боброво-соболином заповеднике и о людях, которые там работали. — М.: ТОО «Логата», 2002. — 160 с.
- Ф. Р. Штильмарк. Идея абсолютной заповедности. Помни праотцов — заповедного не тронь! — Киев: Киевский эколого-культурный центр; М: Центр охраны дикой природы, 2005. — 114 с.
- Штильмарк Ф. Р. Отчет о прожитом: Записки эколога-охотоведа. — М.: «Логата», 2006. — 528, [48] с. — 1000 экз. — ISBN 5-900858-35-9.

### Редакторская работа
- Алтайский заповедник. Фотоальбом. Сост. Ф. Р. Штильмарк. — М.: «Планета», 1977. — 184 с.
- Заповедник «Малая Сосьва». Науч. ред. Ф. Р. Штильмарк. — Свердловск: Средне-Уральское книжное издательство, 1985. — 176 с.